# كيارا فيراني
كيارا فيراني (بالإيطالية: Chiara Ferragni)‏ مصممة ومدونة موضة إيطالية (ولدت في مارس من العام 1987). تمتلك أحد أشهر المدونات في الموضة والأزياء (ذا بلوند سالاد) وهي معنية بكل مايخص الفاشن وعروض الأزياء. عملت فيراني تحت أشهر الماركات العالمية، وتعاونت مع كبار مصممي الأزياء في عدة جلسات تصورية، وفرص ترويج منتجاتهم عبر برامح التواصل الاجتماعي. في الفترة مابين 2011-2013 ذاعت شهرة كيارا وحققت مدونتها الشخصية على الإنترنت مليون زائر شهريا. في عام 2013 نشرت فيراني كتاب إلكتروني متعلق بالأزياء، وأصدرت أول خط أحذية خاص بها بالتعاون مع (ستيف مادن). في عام 2014 حققت المدونة حجم أرباح بقيمة 5 ملايين دولار، وامتلكت علامتها الخاصة لإنتاج الأحذية. فيراني متزوجة منذ عام 2018 من المغني الإيطالي فيديريكو ليوناردو لوسيا ولديهما طفل.

## وصلات خارجية
- كيارا فيراني على موقع IMDb (الإنجليزية)
- كيارا فيراني على موقع ميتاكريتيك (الإنجليزية)
- كيارا فيراني على موقع روتن توميتوز (الإنجليزية)
- كيارا فيراني على موقع ميوزك برينز (الإنجليزية)
- كيارا فيراني على موقع أول موفي (الإنجليزية)
- كيارا فيراني على موقع قاعدة بيانات الفيلم (الإنجليزية)